# Куся

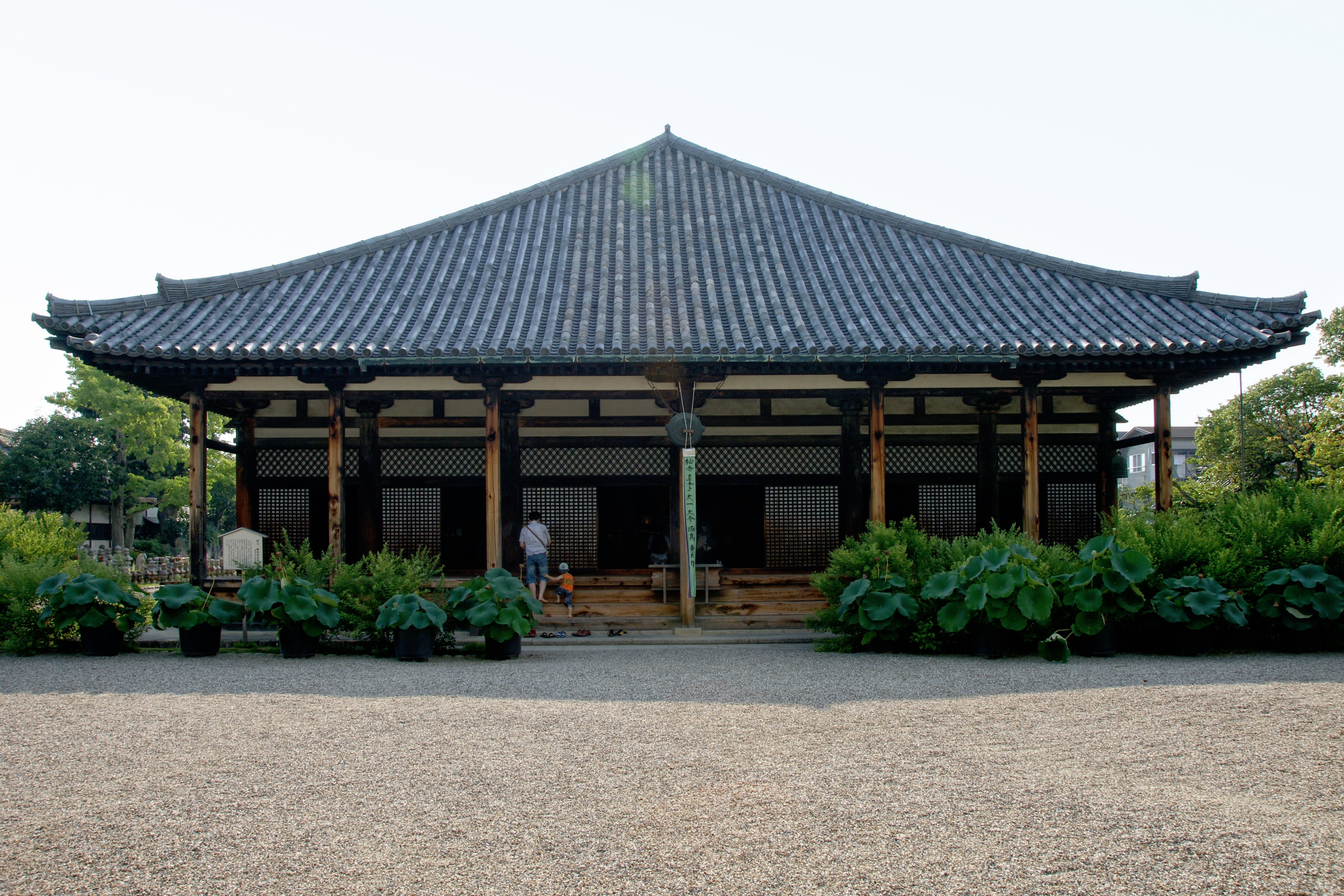
Храм Ганго-дзі в Нара, який передає традиції Хоссо та Куся

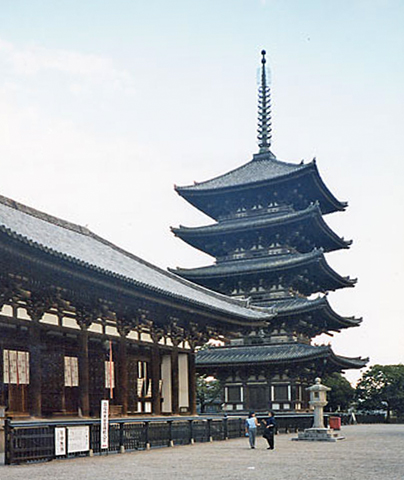
Храм Кофуку-дзі Нара з п'ятиярусною пагодою, який передає традиції Хоссо та Куся

Куся-сю (яп. 倶 舎 宗, піньїнь: jùshĕ zōng) — буддійська школа Абгідгарми в Японії, котру вважають відгалуженням сарвастівади (санскр. सर्वास्तिवादि).
Її привніс в Японію 660 року з Китаю монах Досьо (яп. 道 昭). Основну увагу приділяла вивченню філософського трактату Васубандгу «Абгідгармакоша» (Куся-рон, яп. 倶 舎 論), що має загальнобуддійське значення.
Школа сформувалася на базі однойменної китайської школи цзюйше-цзун, сконцентрованої навколо перекладу Абгідгармакоші, який виконав Сюаньцзан. У Кореї відома як Куса-Чон
Нині ця традиція представлена в знаменитих храмах Ганго-дзі (яп. 元 興 寺, південний храм) та Монастир Кофуку (яп. 興福寺, північний храм) в місті Нара, як додаткове вчення до Хоссо.